# Lạc Chí
Lạc Chí (tiếng Trung: 乐至县; bính âm: Lèzhì xiàn) là một huyện thuộc thành phố Tư Dương, tỉnh Tứ Xuyên, Trung Quốc

### Hành chính
Lạc Chí được chia ra làm 25 đơn vị hành chính cấp hương, gồm 17 trấn và 8 hương. 
- Trấn: Thiên Trì (天池镇), Thạch Phật (石佛镇), Hồi Lan (回澜镇), Thạch Thoan (石湍镇), Đồng Gia (童家镇), Bảo Lâm (宝林镇), Đại Phật (大佛镇), Lương An (良安镇), Kim Thuận (金顺镇), Trung Hòa Trường (中和场镇), Lao Động (劳动镇), Trung Thiên (中天镇), Phật Tinh (佛星镇), Bàn Long (蟠龙镇), Đông Sơn (东山镇), Thông Lữ (通旅镇), Cao Tự (高寺镇)
- Hương: Long Khê (龙溪乡), Toàn Thắng (全胜乡), Khổng Tước (孔雀乡), Long Môn (龙门乡), Song Hà Trường (双河场乡), Phóng Sinh (放生乡), Thịnh Trì (盛池乡), Lương Thủy (凉水乡)